# Gau
Gau (IPA: [ŋau]) je fidžijským ostrovem ležícím v souostroví Lomaiviti. Nachází se na 18,00° jižní šířky a 179,30° východní délky. Rozkládá se na rozloze 136,1 km² s celkovou délkou pobřeží 66,3 km. Maximální výška je 738 metrů.